# Walter Lohmann (Politiker, 1861)
Walter Lohmann (* 28. Mai 1861 in Milspe; † 15. Februar 1947 in Weilburg) war ein deutscher Jurist und nationalliberaler Politiker.

## Leben
Lohmann studierte Rechts- und Staatswissenschaften in Bonn. 1882 trat er dort in die Burschenschaft Alemannia Bonn ein. Er schloss mit der Promotion zum Dr. phil. seine Studien ab. 1892 wurde er Gerichtsassessor. Bereits seit 1890 war er Amtsrichter in Neumagen an der Mosel. Im Jahr 1897 veröffentlichte Lohmann eine Monographie zum Arbeitslohngesetz. Darin setzte er sich unter anderem mit David Ricardo und Karl Marx auseinander.
Er gehörte der nationalliberalen Partei an und war zwischen 1912 und 1917 Mitglied im Zentralvorstand. Von 1908 bis 1918 war Lohmann Mitglied des preußischen Abgeordnetenhauses. In diesem war er von 1916 bis 1918 zweiter Vizepräsident. Außerdem war er 1917 und 1918 Fraktionsvorsitzender seiner Partei. 1918 gehörte er zu den Gründern der Deutschen Volkspartei.
Lohmann war Mitglied des Geschäftsführenden Ausschusses des Evangelischen Bundes. Er bezeichnete sich einmal als „einer der größten Gegner der katholischen Richtung“. Als Grund für die Bekämpfung der Zentrumspartei, die er als „politisch vollkommen abhängig von der päpstlichen Leitung“ ansah, nannte er „die Gefahr, dass die politischen Entschließungen augenfällig von einem Faktor bestimmt werden, der mit uns Deutschen gar nichts zu tun hat“.
1918 erwarb er die Villa Reichenbach in der Frankfurter Straße 15 in Weilburg (die ehemalige Villa der Friederike Gräfin von Reichenbach-Lessonitz (* 16. Dezember 1821 in Kassel; † 23. Februar 1898 in Weilburg) ⚭ 3. November 1841 Freiherr Wilhelm von Dungern (* 20. Juni 1809 in Weilburg; † 3. Juli 1874 in Wildbad). Friederike war eins von mehreren Kindern von Emilie von Reichenbach-Lessonitz und des Kurfürsten Wilhelm II. von Hessen-Kassel. Siehe auch Liste der Kulturdenkmäler in Weilburg)., die er bis zu seinem Tod bewohnte. Am 17. November 1918 warf ihm in einer öffentlichen Volksversammlung des Arbeiter- und Soldatenrates des Oberlahnkreises dessen Vorsitzender Richard Hoin vor, er habe sich gegen das gleiche, geheime und direkte Wahlrecht ausgesprochen. Lohmann wies diese Kritik zurück und erklärte seine Unterstützung für eine „bürgerliche Republik“, falls die Monarchie nicht mehr möglich sei.
Am 2. Mai 1922 leitete er eine Wahlversammlung der DVP in Weilburg, bei der General von Lettow-Vorbeck als Hauptredner auftrat. Lohmann bezeichnete dessen Rede als „Lobgesang auf deutsche Mannestugend und Pflichttreue“. 1927 forderte er in einer Festrede, die Reichswehr dürfe weder von links, noch von rechts politisiert werden. 1931 lud er die DVP-Mitglieder im Oberlahnkreis ein, an einer Feier zum 60. Jahrestag der Gründung des Kaiserreichs teilzunehmen.
Während der Zeit des Nationalsozialismus protestierte Lohman 1938 gegen einen Hetzartikel, der am 11. November im Weilburger Tageblatt erschienen war und die jüdischen Weilburger im Jargon des Stürmers beleidigte. Lohmann schrieb daraufhin einen Brief an das Weilburger Tageblatt, in dem er sich zu seinen jüdischen Freunden bekannte und das Abonnement kündigte („Nach dieser Leistung Ihrer Zeitung ist es mir nicht mehr möglich, das Weilburger Tageblatt weiter in meinem Haus zu dulden.“). Darauf startete das Weilburger Tageblatt eine Kampagne gegen Lohmann selbst, die anonyme Drohungen und Beschimpfungen sowie das Einwerfen seiner Fensterscheiben zur Folge hatte.

## Werke
- Das Arbeitslohn-Gesetz. Mit besonderer Berücksichtigung der Lehren von Ricardo, Marx und H. George. Vandenhoeck und Ruprecht, Göttingen 1897.